# 신세키촌
신세키촌(新関村)은 니가타현 나카칸바라군에 있던 촌이다.

## 역사
- 1889년 4월 1일 - 정촌제 시행에 수반해 나카칸바라군신세키촌 신세키촌이 성립하였다.
- 1957년 3월 18일 -  촌이 분립해 고센시, 니쓰시에 편입되어 소멸하였다.

## 교통

### 철도
- 일본국유철도 (현 동일본 여객철도)
  - 반에쓰사이선

## 참고문헌
- 『市町村名変遷辞典』東京堂出版、1990年。
- 角川日本地名大辞典 編纂委員会『角川日本地名大辞典 15 新潟県』(株)角川書店、1989年10月8日。ISBN 4-04-001150-3。